# Salammbô (Musorgskij)
Salammbô (in russo Саламбо?, Salambo; intitolata anche Il libico, in russo Ливиец?, Liviec) è un'opera incompiuta in 4 atti di Modest Petrovič Musorgskij, basata sul romanzo omonimo di Gustave Flaubert. Il libretto frammentario fu scritto da Musorgskij medesimo, ma include anche versi tratti da poesie di Vasilij Žukovskij, Apollon Majkov, Aleksandr Poležaev e altri poeti russi. Salammbô fu il primo rilevante tentativo di Musorgskij di comporre un'opera: il compositore ci lavorò dal 1863 al 1866, creando sei brani prima di cessare di interessarsene.

## Storia della composizione
La traduzione in russo del romanzo di Flaubert fu pubblicata a puntate sulla rivista di San Pietroburgo Note patriottiche nel 1863, e venne letta con entusiasmo dai sei componenti della comunità nella quale il compositore stava vivendo in quel periodo. Probabilmente Musorgskij venne influenzato anche dall'aver sentito poco tempo prima l'opera Giuditta di Aleksandr Serov, la cui prima rappresentazione ebbe luogo il 16 maggio 1863, e che ha in comune con Salammbô l'ambientazione esotica.
L'opera è ambientata nell'antica Cartagine tra il 241 a.C. e il 238 a.C., prima e durante la rivolta dei mercenari.

La partitura incompleta consiste in tre scene e tre pezzi sciolti:
| N. | Completato       | Scena             | Descrizione                             |
| -- | ---------------- | ----------------- | --------------------------------------- |
| 1  | agosto 1864      | Atto I            | Canto: Canto dell'isolano delle Baleari |
| 2  | 10 aprile 1866   | Atto I            | Coro: Canto di guerra dei Libici        |
| 3  | 15 dicembre 1863 | Atto II, Scena 2  | Scena: Il tempio di Tanit a Cartagine   |
| 4  | 10 novembre 1864 | Atto III, Scena 1 | Scena: Il tempio di Moloch              |
| 5  | 26 novembre 1864 | Atto IV, Scena 1  | Scena: La prigione dell'Acropoli        |
| 6  | 8 febbraio 1866  | Atto IV, Scena 2  | Coro delle sacerdotesse                 |

Due pezzi, il 2 e il 5, furono orchestrati dal compositore. L'orchestrazione è molto innovativa per il suo tempo: per esempio l'Inno a Tanit (atto II, scena 2), presenta un'abbondanza ed una varietà di percussioni, oltre a pianoforte, arpa e glockenspiel, in un modo che sarebbe riapparso solo cinquant'anni più tardi.
Il coro delle sacerdotesse e dei soldati (dalla scena 2 del secondo atto) è una rielaborazione della Scena nel tempio: coro del popolo, il solo brano superstite di Edipo ad Atene (1858-1860), una bozza precedente di Musorgskij.
L'opera fu pubblicata la prima volta nel 1939 in M. P. Musorgskij: Raccolta completa di opere (Muzgiz, Mosca).
La prima esecuzione assoluta radiofonica per la RAI, diretta da Zoltán Peskó con Giorgio Surian, avvenne il 10 novembre 1980.
La prima rappresentazione scenica assoluta ebbe luogo al teatro San Carlo di Napoli, diretta da Peskó, il 29 marzo 1983.
Nel 1986 Salammbô venne eseguita all'Opéra national de Paris, diretta da Peskó e nel 1992 al Teatro Mariinskij di San Pietroburgo, diretta da Valerij Gergiev con Ol'ga Borodina e Surian.

## Utilizzi successivi del materiale musicale
Musorgskij riutilizzò gran parte della musica composta per Salammbô in lavori successivi:
- Il Canto dell'isolano delle Baleari fu incluso dal compositore in una raccolta di opere giovanili composte tra il 1857 e il 1866, chiamata Anni giovanili (in russo Юные годы?, Junye gody) del 1866. La canzone è al numero 17 della raccolta, che è composta da 17 canzoni ed un duetto[6][7].
- Diverse battute del dialogo di Salammbô con la folla furono utilizzate in Una notte sul Monte Calvo (1867).
- Molti temi musicali furono riutilizzati nel Boris Godunov (1869-1872). I prestiti riguardarono solo gli accompagnamenti musicali, che furono adattati al nuovo testo, ma la corrispondenza di dettagli narrativi, toni ed atmosfere è spesso molto stretta[8].
- Il Canto di guerra dei Libici dal primo atto divenne la base del coro Giosuè (in russo Иисус Навин?, Iisus navin), per contralto, baritono, coro e pianoforte, terminato nel 1877. Esso fu poi orchestrato da Nikolaj Rimskij-Korsakov, che lo fece pubblicare nel 1883[9].
- Il Coro delle sacerdotesse (atto IV, scena 2) fu orchestrato da Rimskij-Korsakov nel 1884 e venne pubblicato ed eseguito come brano a sé dopo la morte di Musorgskij.